# طوابع البريد والتاريخ البريدي لفرنسا

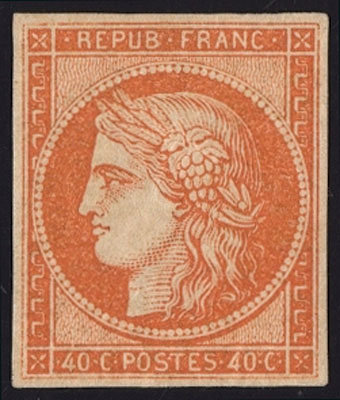
طابع بريدي فرنسي يعود تاريخه إلى عام 1849

هذا مسح للطوابع البريدية والتاريخ البريدي لفرنسا.

## الطوابع الأولى

### الجمهورية الثانية
صدرت الطوابع الأولى لفرنسا في الأول من يناير عام 1849. صممت من قبل جاك جان باري. تصور الميدالية رأس الإلهة سيريس متجهة إلى اليسار.
في عام 1852 صدرت سلسلة جديدة من الطوابع النهائية احتفظت بنقش "جمهورية الفرنك" ولكنها استبدلت سيريس برأس لويس نابليون بونابرت.

### الإمبراطورية الثانية

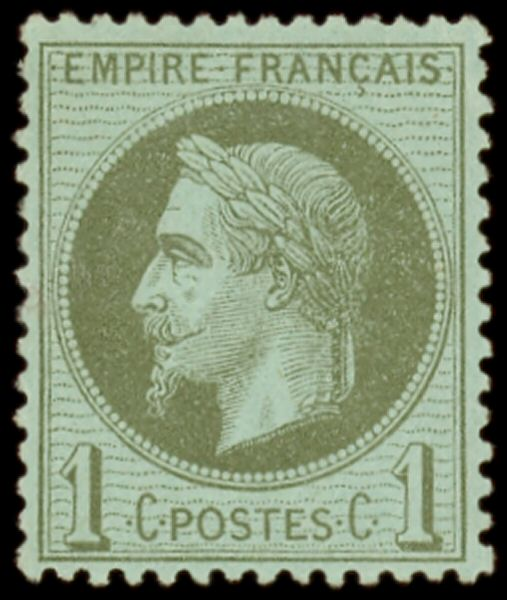
طابع نابليون الثالث

في عام 1853 بعد إعلان الإمبراطورية الثانية غير النقش إلى "الإمبراطورية الفرنكية" مع الاحتفاظ برأس نابليون الثالث في الميدالية.
ابتداءً من عام 1862 قدم نوع جديد من الطوابع النهائية. ويظهر فيه رأس نابليون الثالث مع إكليل الغار مع تغيير النقش إلى "الإمبراطورية الفرنسية".
ظلت طوابع نابليون قيد الاستخدام حتى سقوط الإمبراطورية الثانية في عام 1870.

### الجمهورية الثالثة
أعيد تقديم طوابع سلسلة سيريس بتصميم مختلف قليلاً وطباعة حجرية في عام 1870 وظلت قيد الاستخدام حتى عام 1876. في عام 1876 قدم تصميم جديد للطوابع النهائية. صمم من قبل جول أوغست سيج ويعرض رمزية للتجارة والسلام.

## قراءة إضافية
- Hoisington، William A. (Jr) (Spring 1973). "Politics and Postage Stamps: The Postal Issues of the French State and Empire 1940-1944". French Historical Studies. ج. 7 ع. 3: 349–67. DOI:10.2307/286219. JSTOR:286219.

## الروابط خارجية
- جمعية هواة جمع الطوابع في فرنسا ومستعمراتها (المملكة المتحدة)

قالب:PostalhistoryEurope